# Мантова (округ)
Округ Мантова (итал. Provincia di Mantova) је округ у оквиру покрајине Ломбардије у северној Италији. Седиште округа покрајине и највеће градско насеље је истоимени град Мантова.
Површина округа је 2.339 км², а број становника 403.665 (2008. године).

## Природне одлике
Округ Мантова се налази у северном делу државе, без излаза на море. Положај округа је у Падској низији, тј. округ је у потпуности равничарски. Јужним делом округа река По, а западним делом река Ољо.

## Становништво
По последњим проценама из 2008. године у округу Мантова живи више више од 400.000 становника. Густина насељености је велика, око 170 ст/км². Посебно је густо насељено подручје око града Мантове.
Поред претежног италијанског становништва у округу живе и велики број досељеника из свих делова света.

## Општине и насеља
У округу Мантова постоји 70 општина (итал. Comuni).
Најважније градско насеље и седиште округа је град Мантова (48.000 становника), који са предграђима има знатно више становништва. Други по величини значају је град Кастиљоне деле Стивере (21.000 ст.) на северозападу округа. На југозападу округа налази се утрвђени градић Сабионета (4.000 ст.), који је заједно са Мантовом на списку светске баштине.